# Egretta picata
Egretta picata е вид птица от семейство Чаплови (Ardeidae). Видът е незастрашен от изчезване.

## Разпространение
Разпространен е в Австралия, Индонезия, Папуа-Нова Гвинея и Източен Тимор.